# Vittaria sessilis
Vittaria sessilis är en kantbräkenväxtart som beskrevs av Edwin Bingham Copeland. Vittaria sessilis ingår i släktet Vittaria och familjen Pteridaceae. Inga underarter finns listade.